# عبد الفتاح أبو الفضل
ولد عبد الفتاح أبوالفضل أبو الفضل في 28 أبريل 1921 بحلوان الحمامات في ضواحي القاهرة بمصر، تخرج في الكلية الحربية سنة 1943م، ثم درس القانون بعد تخرجه من الكلية العسكرية، شارك خلال الحرب العالمية الثانية في الدفاع عن بلده وكذلك اشترك في حرب 1948 بفلسطين، في الأربعينات أسهم عبد الفتاح في العمليات وكذلك التنظيمات السرية للضباط الوطنيين، كان ينتمي إلى مجموعة الصف الثاني من «الضباط الأحرار» الذين قاموا بالمشاركة بتحقيق ثورة 1952، انتقل للعمل في جهاز المخابرات المصرية منذ بداية الثورة وكان ذلك في يوليو عام 1952، وترقى في مناصبه في الجهاز إلى أن أصبح في سنة 1966م نائبا لرئيس جهاز المخابرات العامة آنذاك صلاح نصر، انتدب بعدها للعمل في رئاسة الجمهورية عام 1968، كلف عبد الفتاح أبو الفضل بإدارة الصراع السري ضد حلف بغداد والحلف المركزي كما كلف أثناء عمله في المخابرات بإدارة العمليات السرية ضد إسرائيل منذ منتصف عام 1957، عمل أبو الفضل بعد ذلك أمينا عاما لأمانة الصحافة والنشر ومشرفا على شئون الأعضاء بالاتحاد الاشتراكي وكان يحظى على ثقة كبيرة من الرئيس عبد الناصر كما أوكل إليه الرئيس جمال عبد الناصر مهمة قائد المقاومة والمنفذ للعمليات السرية والعسكرية ضد قوات الاحتلال البريطاني.